# ترومن اسپنگراد
ترومن اسپنگراد (انگلیسی: Truman Spangrud؛ زادهٔ ۲۱ دسامبر ۱۹۳۴) فرد نظامی است.